# ヤン・ピーテルスゾーン・スウェーリンク
ヤン・ピーテルスゾーン・スウェーリンク（Jan Pieterszoon Sweelinck, 1562年4月 - 1621年10月16日 アムステルダム）は、オランダの作曲家・オルガニスト。ルネサンス音楽の末期からバロック音楽の最初期において、北ドイツ・オルガン楽派の育成に寄与した。音楽家としても教育者としても、イタリアのフレスコバルディに匹敵する存在である。スヴェーリンクと表記されることもある。
彼の肖像は1970年代のオランダの25ギルダー紙幣に描かれていた。

## 解説
デーフェンテル出身。一族の多くは音楽家で、父・息子（ディルク・ヤンスゾーン・スウェーリンク）ともにオルガニストであった。オランダでヤン・ヴィレムスゾーン・ロシーに学んだといわれる。ヴェネツィアの有名な音楽理論家ツァルリーノの「和声教程」に精通していたことから、ツァルリーノにも師事したとされたことがあったが、実際には祖国を離れたことはほとんどなかった。
スウェーリンクは、ネーデルラント鍵盤楽派の発展の頂点を占めており、実際に対位法の複雑さや洗練においてバッハ以前の鍵盤音楽を代表するひとりである。またフランドル楽派の末裔とも見なされ、声楽曲にも熟練した作曲家であり、250曲以上の声楽曲（シャンソン、マドリガーレ、モテット、詩篇唱）を残した。
様式的にスウェーリンクの音楽は、ヴェネツィア時代に親しんだガブリエーリ一族の作品と同じような豊かさや複雑さ、そして空間的感覚と、イングランド鍵盤楽派の作曲家と同じような装飾や堅苦しくない形式とをまとめ上げたものにほかならない。形式上の展開において、とりわけ対主題やストレット、保続音の用法において、スウェーリンクの作品は、フレスコバルディをはるかに凌いで、バッハを予期している。
スウェーリンクは即興演奏の大家であり、「アムステルダムのオルフェウス」とあだ名されたほどだった。鍵盤楽曲は70点以上が残っているが、その多くは、1600年頃にアムステルダムで行われた即興演奏と同じようなものだったかもしれない。鍵盤楽曲に比べればより保守的な書法であるにせよ、声楽曲でさえ、リズムの著しい複雑さや、対位法の技巧の比類ない豊かさが明らかである。
教師としての影響力は、おそらく作曲家としての影響力と同じくらいであったろう。門人に北ドイツ・オルガン楽派の作曲家、ヤーコプ・プレトリウスやハインリヒ・シャイデマン、パウル・ジーフェルト、ザムエル・シャイトやゴットフリート・シャイトを輩出している。ハンブルクの主要な4つのオルガニストのポストをスウェーリンクの弟子が占めたため、ヨハン・マッテゾンはスウェーリンクを「ハンブルクのオルガニスト製造家」と称している。
スウェーリンクの影響は国際的であった。例えば、その作品の数点は、イングランドの作曲家による作品が中心的な『フィッツウィリアム・ヴァージナル・ブック』の中でとり上げられている。スウェーリンクは、ジョン・ダウランドの世界的に有名な《涙のパヴァーヌ》に基づく変奏曲を作曲し、イギリスの鍵盤楽器の作曲家ジョン・ブルは、スウェーリンクの主題による変奏曲を作曲した。ここから、ドーヴァー海峡をまたがって、異なる楽派どうしに密接なつながりのあったことがかいま見えてくる。
スウェーリンクは、プロテスタントが主流派となったオランダにおける数少ないカトリック教徒だったと見られているが、門下を通じてドイツのプロテスタント音楽の隆盛に基礎を与えた。有名な《「わが青春は過ぎにけり」による変奏曲》は当時のドイツ民謡を主題としている。スウェーリンクがドイツを訪ねたことがないことから、その旋律はドイツ人の弟子から教わったと言われている。